# Román Felones
Román Felones Morrás (Los Arcos, 4 de febrero de 1951) es un político, historiador y profesor español. Es presidente del Partido Socialista de Navarra-PSOE (desde 2004). Es miembro de la junta de la Asociación de Amigos del Camino de Santiago de Estella desde enero de 2021.

## Biografía
Tras licenciarse en Historia por la Universidad de Zaragoza, donde tuvo como profesor a José María Lacarra, realizó el doctorado en Ciencias de la Educación por la Universidad Nacional de Educación a Distancia con la tesis titulada: "La Universidad  Pública de Navarra: génesis y repercusión de un proyecto" 
En 1987 inició su actividad docente como profesor agregado de Geografía e Historia en el Instituto de Estella. Posteriormente ha sido profesor y catedrático de enseñanza secundaria en diversos centros educativos de Navarra, así como profesor colaborador en diversos proyectos de la Universidad Pública de Navarra como el Aula de la Experiencia y donde fue nombrado en 2013 presidente del Consejo  Social.

### Trayectoria política
Ingresó en el Partido Socialista de Navarra en 1987, si bien con anterioridad ya había sido Director provincial de Educación y Consejero de Educación, Cultura y Deporte del Gobierno de Navarra (1984-1987), cargo que mantuvo después hasta 1991. Durante este período, por recomendación del Consejo Navarro de la Cultura, se crearon los Premios Príncipe de Viana de la Cultura. 
Ha sido diputado del Parlamento de Navarra. 

### Trayectoria profesional
Como investigador es autor de diversas obras sobre historia, arte y geografía de Navarra así como de materiales educativos para la educación secundaria sin olvidar aspectos concretos vinculados con el Camino de Santiago, a su localidad natal, Los Arcos, o su actual localidad de residencia, Oteiza de la Solana.
Es colaborador habitual del Diario de Navarra. Obtuvo el Premio “Parlamento de Navarra” de investigación en 1998.

## Premios y homenajes
- 1998: Premio "Parlamento de Navarra" de Investigación[4] por su trabajo Cortes de Navarra y Universidad: Vertebración de un proyecto.
- 2010: Cruz de Alfonso X el Sabio.